# دمیتری کوزونچوف
دمیتری کوزونچوف (روسی: Дмитрий Козончук؛ زادهٔ ۵ آوریل ۱۹۸۴) دوچرخه‌سوار اهل روسیه است.
از باشگاه‌هایی که در آن بازی کرده‌است می‌توان به تیم کاتیوشا–آلپتسین، تیم لوتوان‌ال–یومبو، سونیر دوال-پرودیر، گازپروم-روس‌ولو، و گازپروم-روس‌ولو، اشاره کرد.